# Ninox jacquinoti
Ninox jacquinoti é uma espécie de ave estrigiforme pertencente à família Strigidae.